# Кеті Мелуа
Кетеван «Кеті» Мелуа ([ˈmɛluːə] слухатиⓘ; груз. ქეთევან "ქეთი" მელუა, англ. Ketevan "Katie" Melua) — британська співачка грузинського походження, автор пісень, музикантка. Народилася 16 вересня 1984 у м. Кутаїсі (Грузія), у віці 8 років переїхала до Північної Ірландії, а у 14 років — до Англії. Мелуа співпрацює з невеликою звукозаписуючою компанією Dramatico під керівництвом композитора Майка Бата. Її музичний дебют відбувся в 2003 році. У 2006 Кеті стала співачкою, записи якої продавалися найбільше, у Великій Британії та Європі.
У листопаді 2003 Кеті Мелуа випустила свій перший альбом Call off the Search, який досягнув вершини чарту Великої Британії і розійшовся тиражем 1,8 млн копій за перші п'ять місяців. Її другий альбом Piece by Piece, вийшов у вересні 2005 і на сьогодні став платиновим чотири рази. Публікація третього альбому Мелуа Pictures, відбулася в жовтні 2007.

## Дискографія
Студійні альбоми
- Call off the Search (2003)
- Piece by Piece (2005)
- Pictures (2007)
- The House (2010)
- Secret Symphony (2012)
- Ketevan (2013)
- In Winter (2016)
- Album No. 8 (2020)
- Love & Money (2023)

Компіляційні альбоми
- The Katie Melua Collection (2008)

Концертні альбоми
- Live at the O² Arena (2009)

Саундтреки
| Рік  | Фільм              | Пісня                                       |
| ---- | ------------------ | ------------------------------------------- |
| 2005 | Між небом і землею | «Just Like Heaven»                          |
| 2006 | Mía Sarah          | «Call off the Search», «Tiger in the Night» |
| 2006 | Міс Поттер         | «When You Taught Me How to Dance»           |
| 2007 | Ненсі Дрю          | «Looking for Clues»                         |
| 2009 | Faintheart         | «Toy Collection»                            |
| 2010 | Турист             | «No Fear of Heights»                        |
| 2011 | 5 днів серпня      | «No Fear of Heights»                        |

Ролі в кіно
- Грайндхаус (2007) — подружка вбитої жертви (сегмент «Don't»)

## Нагороди
- 2005: Премія ЕХО — Best International Newcomer
- 2007: Премія ЕХО — Best International Female Artist
- 2007: Золота камера — Pop International Solo